# Cai dao

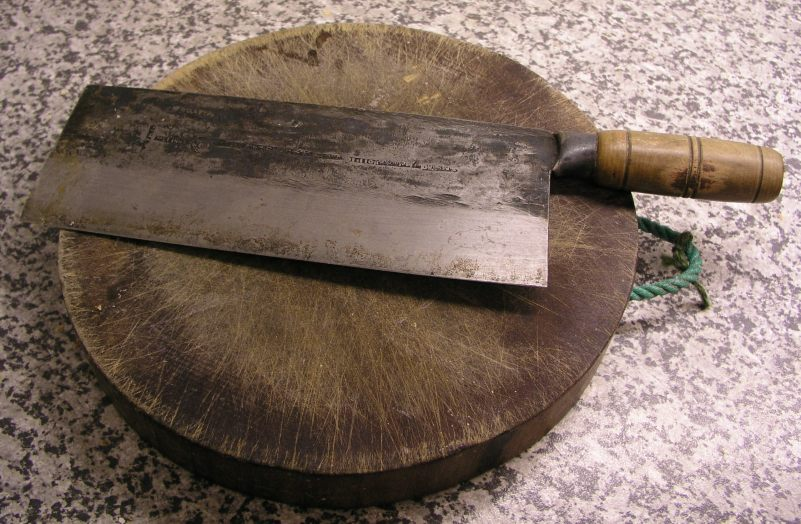
Tradycyjny cai dao

Cai dao (chiń. upr. 菜刀; pinyin càidāo; dosł. „nóż do warzyw”) – szeroki, prostokątny nóż, stanowiący podstawowe wyposażenie osoby przygotowującej posiłki w większości kuchni chińskich, kształtem przypominający tasak.

## Charakterystyka
W odróżnieniu od kuchni europejskich, w kuchniach Chin, do bardzo rozbudowanej sztuki krojenia potraw, służy jedno podstawowe narzędzie – wielofunkcyjny tasak, którego ostra strona służy do krojenia, tępa np. do ucierania, płaska zaś do miażdżenia półproduktów. Nożem cai dao można wykonywać zarówno prace bardzo finezyjne (np. obierać imbir czy kroić niezwykle cienkie plasterki marchwi), jak również rąbać kości drobiu, miażdżyć twarde nasiona, a nawet filetować ryby czy ucierać surowe mięso na miazgę. Poziomo ułożony nóż służy jako podajnik sporych porcji posiekanych produktów, np. przy wrzucaniu do garnka.
Cai dao wykonany bywa najczęściej ze stali węglowej i zaopatrzony jest w drewnianą rączkę. Postęp techniczny powoduje, że technologia wykonania noży staje się coraz bardziej zaawansowana, jednak kształt pozostaje tradycyjny – ostrze zbliżone jest do prostokąta.

## Sposób użycia
Nóż trzymać należy kciukiem tuż za rączką, a po przeciwnej stronie znajdować się musi palec wskazujący. Pozostałe trzy palce obejmują trzonek. Gwarantuje to bezpieczne użycie noża, chociaż mniej wprawione osoby muszą zachować szczególną uwagę podczas jego używania – cai dao jest narzędziem wyjątkowo niebezpiecznym, z uwagi na stosunkowo znaczny ciężar i długie ostrze (powszechnym urazem podczas krojenia jest obcięcie opuszków palców).